# Tonowas

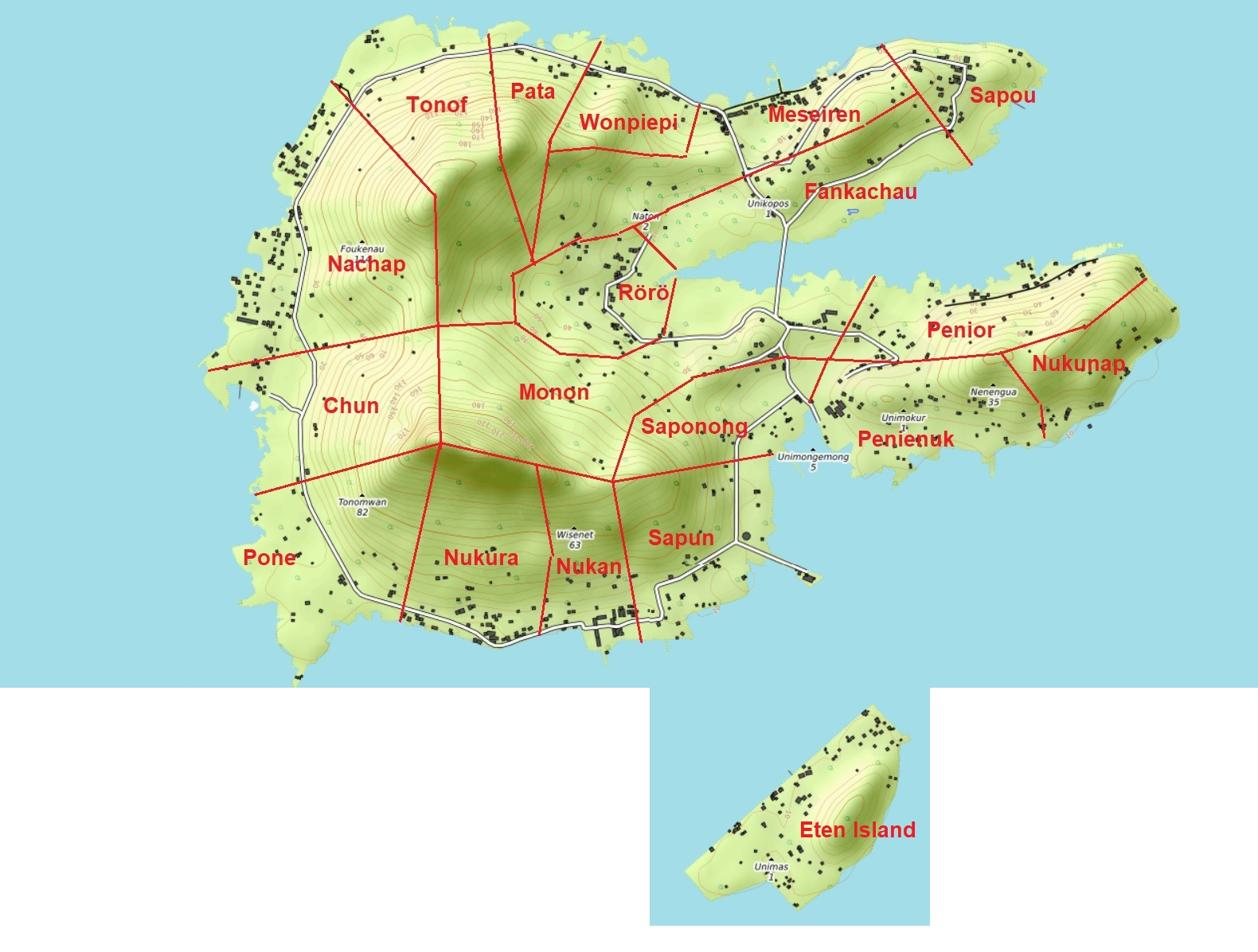
Tonoas distritos

Tonowas, también conocida por su nombre en español de Dublón, es una isla en la Laguna de Chuuk (antes Truk), en los Estados Federados de Micronesia. Tiene una superficie de 8,8 km² y la población era de 3.200 en el momento del último censo (1980). Una estrecha vía bordea la isla, lo que permite el acceso terrestre a los pequeños asentamientos, a dos escuelas y a ruinas militares japonesas, que incluyen los restos de un hidroavión de anclaje y grandes tanques de almacenamiento de combustible. Todavía se puede encontrar un centro administrativo japonés que data del período del mandato de las décadas de 1920-1930 y que se utiliza actualmente como un edificio del gobierno.
Dublón era un cuartel general del Ejército Imperial Japonés durante la Segunda Guerra Mundial. El nombre japonés de la isla fue Natsu Shima, que significa "Isla de Verano".